# E3 Prijs Vlaanderen 2007
L'E3 Prijs Vlaanderen 2007, cinquantesima edizione della corsa, valido come evento del circuito UCI Europe Tour 2007, fu disputato il 31 marzo 2007 per un percorso di 203 km. Fu vinto dal belga Tom Boonen, al traguardo in 4h55'36" alla media di 42,3 km/h. Soffrendo di crampi alle mani, non è stato in grado di alzare le mani al suo arrivo.
Dei 194 ciclisti alla partenza furono in 99 a portare a termine il percorso.

## Ordine d'arrivo (Top 10)
| Pos. | Corridore         | Squadra     | Tempo    |
| ---- | ----------------- | ----------- | -------- |
| 1    | Tom Boonen        | Quick Step  | 4h55'36" |
| 2    | Fabian Cancellara | CSC         | s.t.     |
| 3    | Marcus Burghardt  | T-Mobile    | s.t.     |
| 4    | Manuel Quinziato  | Liquigas    | s.t.     |
| 5    | Allan Johansen    | CSC         | a 42"    |
| 6    | Roy Sentjens      | Predictor   | a 46"    |
| 7    | Philippe Gilbert  | F. des Jeux | s.t.     |
| 8    | Baden Cooke       | Unibet.com  | s.t.     |
| 9    | Stuart O'Grady    | CSC         | s.t.     |
| 10   | Alessandro Ballan | Lampre      | s.t.     |